# Tarchonanthus
Tarchonanthus L., 1753 è un genere di piante angiosperme dicotiledoni della famiglia delle Asteraceae.

## Descrizione

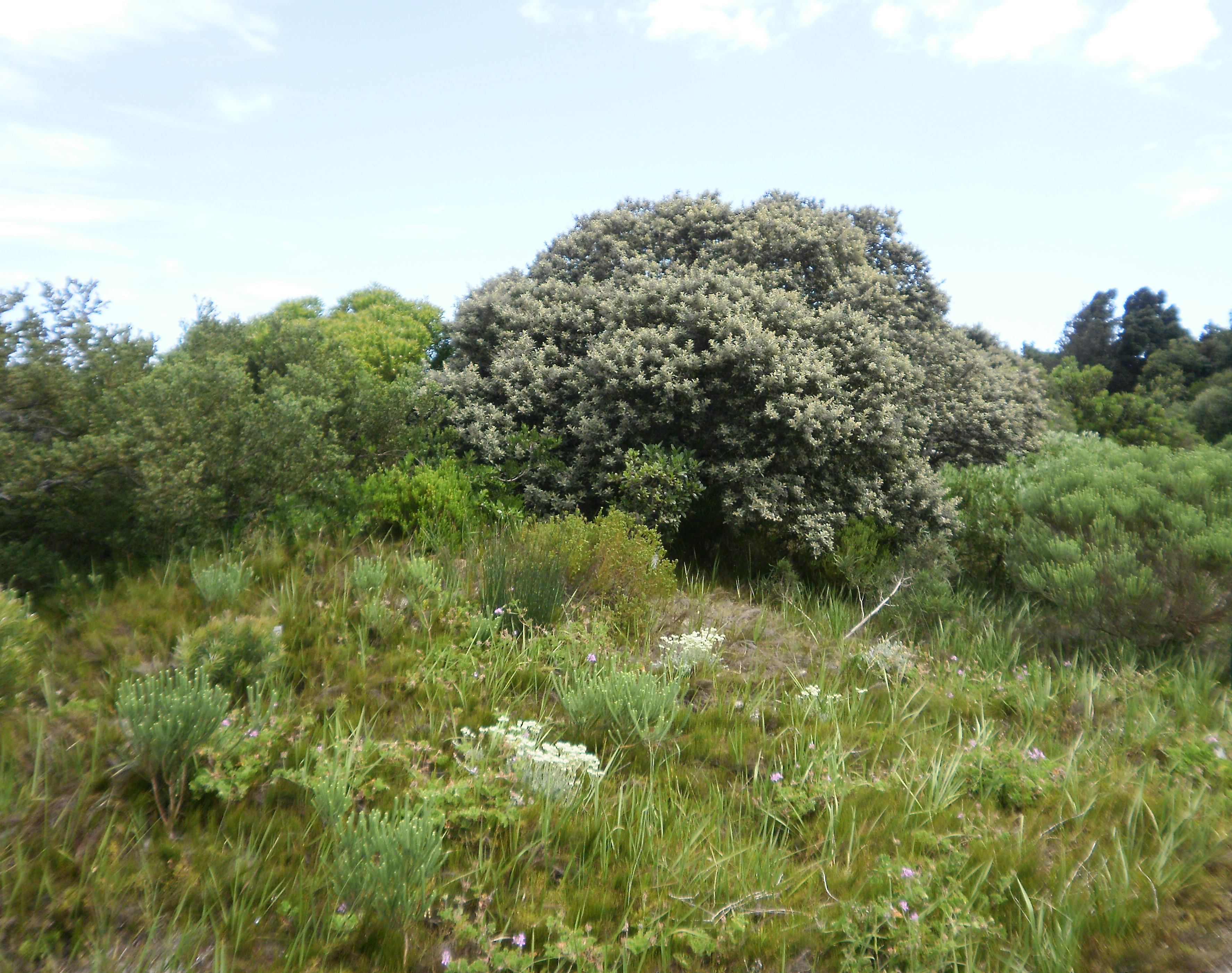
Il portamento
Tarchonanthus camphoratus

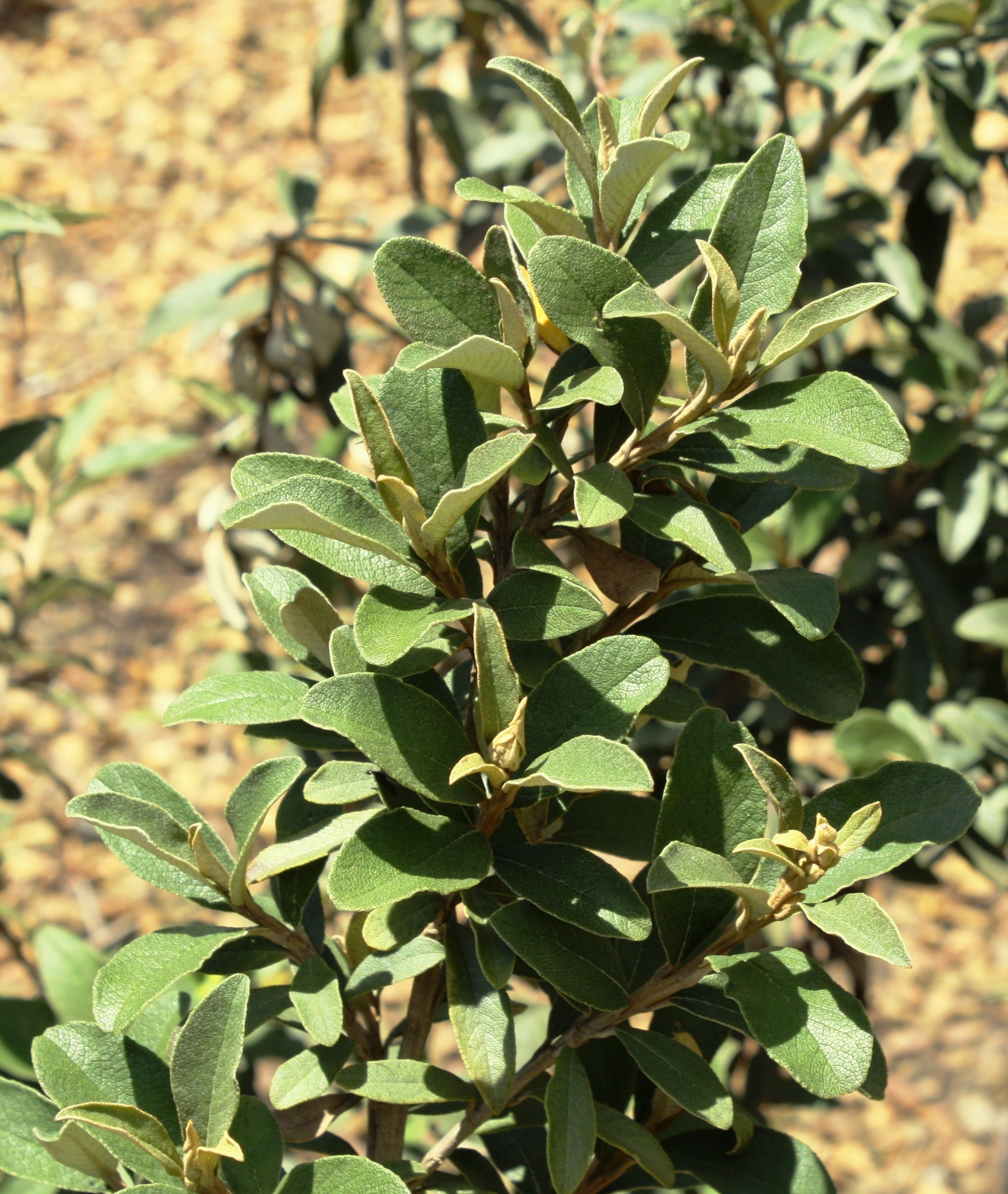
Le foglie
Tarchonanthus camphoratus

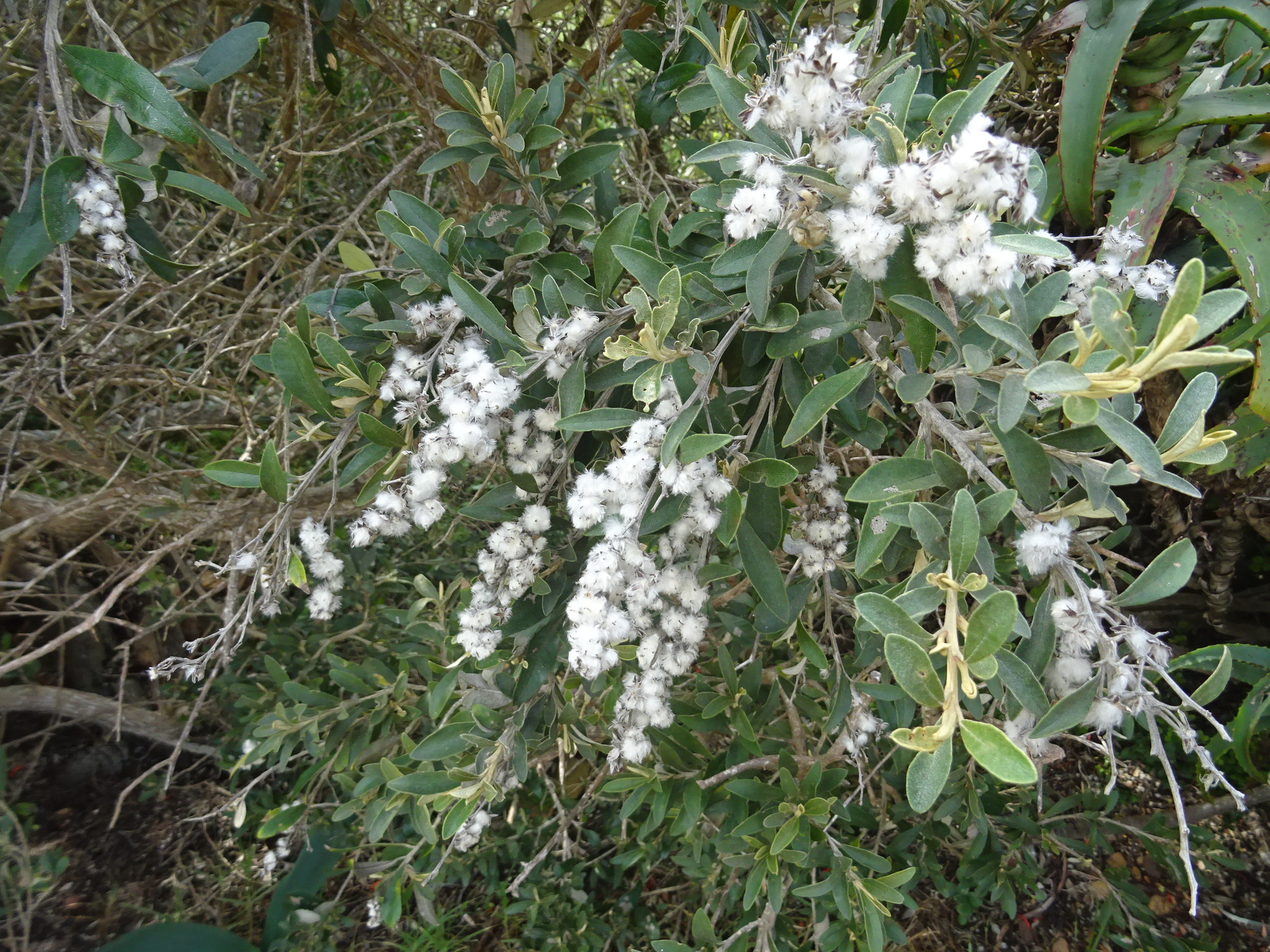
Infiorescenza
Tarchonanthus littoralis

Le specie di questa voce sono piante sempreverdi dioiche perenni con portamenti arbustivo o arborei. Queste piante spesso sono aromatiche.
Le foglie lungo il caule normalmente sono a disposizione alternata e sono brevemente picciolate o subsessili. La forma delle lamine varia da ellittica a strettamente obovata con bordi che possono essere continui o irregolarmente seghettati. All'apice, raramente, possono essere trilobate. La superficie inferiore è tomentosa o lanosa. Le stipole sono assenti.
Le infiorescenze sono composte da piccoli capolini terminali o ascellanti raccolti in formazioni di panicoli. I capolini, unisessuali, discoidi (o disciformi), sono formati da un involucro a forma da campanulata a emisferica composto da brattee (o squame) all'interno delle quali un ricettacolo fa da base ai fiori. Le brattee disposte in 1 - 3 serie in modo embricato e scalate hanno delle forme da ovate a lanceolate o ellittiche e densamente bianco-tomentose. Il ricettacolo, più o meno convesso, è privo di pagliette (nudo) e ricoperto da lunghi peli setosi.
I fiori sono tetra-ciclici (ossia sono presenti 4 verticilli: calice – corolla – androceo – gineceo) e pentameri (ogni verticillo ha 5 elementi). I fiori dei capolini maschili sono molti; quelli dei capolini femminili sono pochi (1 - 3). In genere i fiori sono actinomorfi e fertili (quelli femminili).
- Formula fiorale:

*/x K {\displaystyle \infty }, [C (5), A (5)], G 2 (infero), achenio
- Calice: i sepali del calice sono ridotti ad una coroncina di squame.
- Corolla: la corolla dei fiori maschili, tubulosa o a forma di tunnel, più lunga di quella dei fiori femminili, ha 5 corti lobi con apici incurvati. La corolla dei fiori femminili è corta ed ha 4 - 5 lobi, tutti uguali e ricurvi. Il colore è crema.
- Androceo: gli stami sono 5 con filamenti liberi, glabri o papillosi e distinti, mentre le antere (assenti nei fiori femminili) sono saldate in un manicotto (o tubo) circondante lo stilo. Le antere (ridotte a staminoidi nei fiori femminili) in genere hanno una forma sagittata con base caudata e appendici intere. Il polline normalmente è tricolporato a forma sferica o schiacciata ai poli.
- Gineceo: lo stilo è filiforme con due minuti stigmi divergenti; è privo del nodo basale ma è provvisto di un anello nettarifero. Gli stigmi sono corti, piatti e acuti. L'ovario è infero uniloculare formato da 2 carpelli. L'ovulo è unico e anatropo. Nei fiori maschili l'ovario è abortivo o rudimentale.

I frutti sono degli acheni con pappo. La forma dell'achenio (solo nei fiori femminili) in genere è fusiforme (da obovoide a ellissoide) con coste e superficie densamente setosa. Il pericarpo può essere di tipo parenchimatico, altrimenti è indurito (lignificato) radialmente. Il carpoforo (o carpopodium - il ricettacolo alla base del gineceo) è anulare. I pappi sono assenti.

## Biologia
- Impollinazione: l'impollinazione avviene tramite insetti (impollinazione entomogama tramite farfalle diurne e notturne).
- Riproduzione: la fecondazione avviene fondamentalmente tramite l'impollinazione dei fiori (vedi sopra).
- Dispersione: i semi (gli acheni) cadendo a terra sono successivamente dispersi soprattutto da insetti tipo formiche (disseminazione mirmecoria). In questo tipo di piante avviene anche un altro tipo di dispersione: zoocoria. Infatti gli uncini delle brattee dell'involucro si agganciano ai peli degli animali di passaggio disperdendo così anche su lunghe distanze i semi della pianta.

## Distribuzione e habitat
Le specie di questo genere sono distribuite dal Sudafrica alla Penisola Arabica percorrendo la costa orientale africana.

## Tassonomia
La famiglia di appartenenza di questa voce (Asteraceae o Compositae, nomen conservandum) probabilmente originaria del Sud America, è la più numerosa del mondo vegetale, comprende oltre 23.000 specie distribuite su 1.535 generi, oppure 22.750 specie e 1.530 generi secondo altre fonti (una delle checklist più aggiornata elenca fino a 1.679 generi). La famiglia attualmente (2021) è divisa in 16 sottofamiglie.

### Filogenesi
La posizione della sottofamiglia, da un punto di vista filogenetico, è compresa tra la sottofamiglia Pertyoideae e la sottofamiglia Dicomoideae ed è caratterizzata con portamenti da erbacei a piccoli alberi, piante monoiche, stile gonfio all'apice con rami corti e apici arrotondati e carpopodium anulare. Le specie sono per lo più endemiche dell'Africa.
Recenti studi di tipo filogenetico (analisi del DNA del cloroplasto) giustificano l'inclusione di questo genere nella tribù Tarchonantheae caratterizzata da piante dioiche con fiori maschili e stilo con peli corti anche sul fusto. I generi Brachylaena e Tarchonanthus formano un "gruppo fratello" e insieme alla tribù Oldenburgieae formano la sottofamiglia Tarchonanthoideae di recente costituzione.
In precedenti trattazioni questo genere era descritto all'interno della sottotribù Tarchonanthinae Cass. ex. Dumort, 1829 inquadrata nell'ambito della tribù Mutisieae Cass., 1819. In seguito è stata trasferita all'attuale tribù (Tarchonantheae), ma (provvisoriamente) nella sottofamiglia Carduoideae).
Il periodo di separazione della sottofamiglia varia da 41 a 27 milioni di anni fa.

### Elenco generi
Il genere comprende le 4 seguenti specie:
- Tarchonanthus camphoratus L.
- Tarchonanthus littoralis P.P.J.Herman
- Tarchonanthus parvicapitulatus P.P.J.Herman
- Tarchonanthus trilobus DC.